# 塩の道ちょうじや
塩の道ちょうじや（しおのみちちょうじや）は、長野県大町市にある博物館である。一般社団法人「縁家（えんや）」によって運営されている。

## 概要
1982年に塩の道博物館として開館し、「大町の歴史的環境を保存する会」により、町並み保存第1号に指定された。運営企業の経営難から2012年に休館したが、2013年から新たに一般社団法人を設立し、再開された。
千国街道大町宿の庄屋兼塩問屋であった平林家住宅の母屋と土蔵群を復元し、塩の道として知られた千国街道や大町の歴史を展示している。2017年には国の登録有形文化財に登録された（主屋/文庫蔵・塩蔵・漬物蔵の計2件）。併設の流鏑馬会館では、大町の夏祭りの様子や子ども流鏑馬を紹介している。

## アクセス
- 長野自動車道安曇野ICから 車で30分
- 上信越自動車道長野ICから 車で65分
- JR東日本信濃大町駅から 徒歩6分